# Perspektiven, Freiheit, Fortschritt
Perspektiven, Freiheit, Fortschritt (PFF, Perspectieven, Vrijheid, Vooruitgang) is een Duitstalige liberale partij in België met hoofdzetel in Eupen. Ze maakt deel uit van de Franstalige Mouvement Réformateur (MR) en is een zusterpartij van de Nederlandstalige Open Vld. De huidige partijvoorzitter is Gregor Freches. Tot 26 maart 2023 heette de partij Partei für Freiheit und Fortschritt (PFF, Partij voor Vrijheid en Vooruitgang).

## Geschiedenis
De partij haalde met de verkiezingen van 2009 en 2014 voor de Raad van de Duitstalige Gemeenschap 4 zetels. Er zitten namens de PFF een minister in de regering van de Duitstalige Gemeenschap. Ten slotte bezet de partij twee zetels in de Provincieraad van de provincie Luik en een zetel in het Waals Parlement. De partij leverde van 2010 tot 3 januari 2013 ook de voorzitter van het Parlement van de Duitstalige Gemeenschap: Ferdel Schröder.

### Voorzitters
| Tijdspanne   | Voorzitter       |
| ------------ | ---------------- |
| 1974 - 1979  | Karl Kreins      |
| 1979 - 1983  | Willy Lamberty   |
| 1983 - 1992  | Bernd Gentges    |
| 1992 - 1995  | Herbert Ossemann |
| 1995 - 2009  | Ferdel Schröder  |
| 2009 - 2022  | Kattrin Jadin    |
| 2022 - 2024  | Gregor Freches   |
| 2024 - heden | Sacha Brandt     |

## Politieke mandaten

### Regionale regeringsdeelnames
| Regering              | minister-president  | Partijen         | Periode      |  |
| --------------------- | ------------------- | ---------------- | ------------ |  |
| Regering-Fagnoul      | Bruno Fagnoul       | PFF, CSP, SP     | 1984 - 1986  |  |
| Regering-Maraite I    | Joseph Maraite      | CSP, PFF         | 1986 - 1990  |  |
| Regering-Maraite II   | Joseph Maraite      | CSP, PFF, SP     | 1990 - 1995  |  |
|                       |                     |                  |              |  |
| Regering-Lambertz I   | Karl-Heinz Lambertz | SP, PFF, Ecolo   | 1999 - 2004  |  |
| Regering-Lambertz II  | Karl-Heinz Lambertz | SP, PFF, PDB-PJU | 2004 - 2009  |  |
| Regering-Lambertz III | Karl-Heinz Lambertz | SP, PFF, ProDG   | 2009 - 2014  |  |
| Regering-Paasch I     | Oliver Paasch       | ProDG, SP, PFF   | 2014 - 2019  |  |
| Regering-Paasch II    | Oliver Paasch       | ProDG, SP, PFF   | 2019 - 2024  |  |
| Regering-Paasch III   | Oliver Paasch       | ProDG, CSP, PFF  | 2024 - heden |  |

De ministers en staatssecretarissen van de PFF van 1984 tot heden zijn/waren: 
- Bruno Fagnoul
- Gregor Freches
- Bernd Gentges
- Isabelle Weykmans

### Huidige mandaten

#### Waals Gewest
De verkozene in het Waals Parlement is:
- Christine Mauel

#### Duitstalige Gemeenschap

##### Uitvoerende macht
| Duitstalige Gemeenschapsregering Paasch III | Duitstalige Gemeenschapsregering Paasch III | Duitstalige Gemeenschapsregering Paasch III |
| Functie                                     | Naam                                        | Bevoegdheid                                 |
| ------------------------------------------- | ------------------------------------------- | ------------------------------------------- |
| Minister                                    | Gregor Freches                              | Cultuur, Sport, Media en Toerisme           |

##### Wetgevende macht
De verkozenen in het Parlement van de Duitstalige Gemeenschap zijn:
- Evelyn Jadin
- Gerhard Löfgen
- Ralph Schröder

#### Provincie
Verkozenen in de Luikse provincieraad zijn:
- Donovan Niessen
- Verena Posch

#### Gemeente
De partij heeft drie burgemeesters:
- Rainer Stoffels (Büllingen)
- Patrick Thevissen (Lontzen)
- Werner Henkes (Sankt Vith)

### Bekende (ex-)leden
- Johann Andres
- Jenny Baltus-Möres
- Berni Collas
- Jean-Robert Collas
- Hermann Corenely
- Emil Dannemark
- Félicien Dejozé
- Felix Dejozé
- Marie-Hélène Düsseldorff
- Alfred Evers

- Bruno Fagnoul
- Josef Fatzaun
- Gregor Freches
- Gustav Gallo
- Bernd Gentges
- Christoph Gentges
- Louis Goebbels
- Oswald Heck
- Evelyn Jadin
- Kattrin Jadin

- Heinz Keul
- Karl-Heinz Klinkenberg
- Hans-Dieter Laschet
- Willy Lamberty
- Herbert Lennertz
- Baldus Lux
- Caroline Margrève
- Karin Meskens-Keller
- Alexander Miesen
- Heinz Palm

- Heinz Pip
- Hubert Reinertz
- Wilhelm Reinertz
- Ferdel Schröder
- Ernst Thommessen
- Guy Uerlings
- Hubert Vanaschen
- Isabelle Weykmans
- Bernard Zacharias